# Jerzy Hulewicz

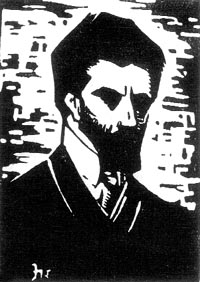
Selbstporträt

Jerzy Hulewicz (* 4. Juni 1886 in Kościanki, Powiat Słupecki, Woiwodschaft Großpolen, Deutsches Kaiserreich; † 1. Juli 1941 in Warschau) war ein polnischer Schriftsteller, Kunsttheoretiker, Maler und Grafiker des Expressionismus.

## Leben
Jerzy von Hulewicz war als Sohn des Großgrundbesitzers Leon Hulewicz und dessen Ehefrau Helena geb. Kaczkowski geboren. Er hatte drei Schwestern: Katarzyna, Stanisława, Antonina sowie drei Brüder: Bohdan, Witold und Wacław.
Er besuchte mit seinen Geschwistern die Mittelschule in Trzemeszno. Wegen der Mitgliedschaft einer konspirativer Schülergruppe wurde er der Schule verwiesen. Es drohte ihm ein dreijähriger Wehrdienst in der preußischen Armee. Sein Vater beantragte die Streichung seines Sohnes von der Liste preußischer Staatsbürger und ein österreichisch-ungarisches Bürgerrecht. Jerzy Hulewicz beendete seine Schulzeit in Lemberg und nach dem Abitur besuchte er die philosophische Fakultät an der Jagiellonen-Universität Krakau und studierte gleichzeitig Malerei an der Akademie der Bildenden Künste Krakau bei Jan Stanisławski und Józef Unierzyski.
Im Zeitraum von 1907 bis 1910 studierte er weiter in Paris und in der Schweiz, 1913 in München.
1916 gründete er mit seinen Brüdern Bohdan und Witold in Posen die Verlagsanstalt „Ostoja“ (Der Hort). Seit 1. Oktober 1917 erschien die Halbmonatsschrift „Zdrój“ (Die Quelle). Er gründete auch 1918 die Künstlergruppe „Bunt“ (Die Revolte), die bis 1920 bestand.
1926 ließ sich Jerzy Hulewicz in Warschau nieder. Er war als Maler und Grafiker der polnischen Avantgarde, Schriftsteller, Essayist und Kunstkritiker tätig. Er war mit dem linksorientierten Schriftsteller Emil Zegadłowicz (1888–1941) befreundet.
Im von den Deutschen besetzten Warschau gab er im Untergrund Zeitschriften heraus. Er starb unerwartet in Warschau.
Die meisten seiner Werke fielen während des Warschauer Aufstandes 1944 den Flammen zum Opfer.

## Werke (Auswahl)
- Dialogi estetyczne (Ästhetische Dialoge): Poznań: M. Niemierkiewicz, 1910.
- Kain (Drama): Poznań: Zdrój, 1920.
- Bolesław Śmiały: (Drama): Poznań: Zdrój, 1921.
- Aruna: (Drama): Poznań: Zdrój, 1922.
- Kratery: (Roman): Kościanki: Poznań, 1924.
- Córa Oxymoronu: (Roman): Warszawa: Dom Książki Polskiej, 1936.
- Szaruga: (Roman): Warszawa: F. Hoesick, 1938.
- Wielkie rzeczy zrozumienie: (Verständnis großer Dinge – Korrespondenz von Jerzy, Witold und Wanda Hulewicz mit Emil Zegadłowicz): Warszawa: Państwowy Instytut Wydawniczy, 2008: ISBN 9788306031621.

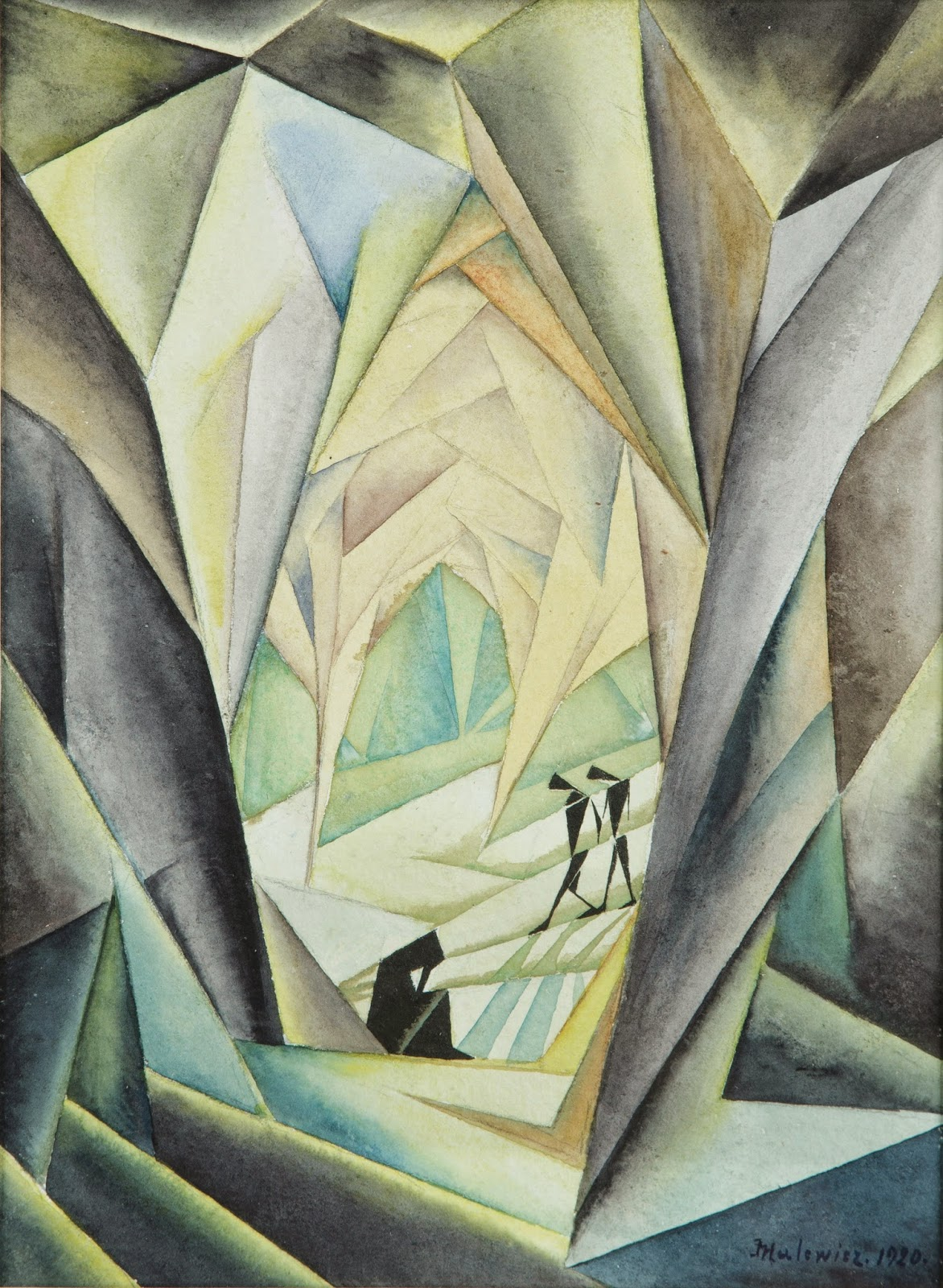
Komposition 1920
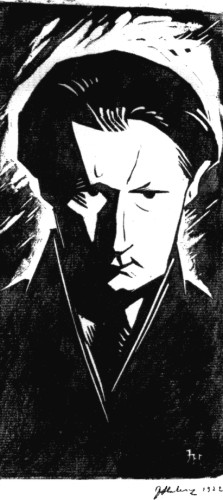
Emil Zegadłowicz 1922
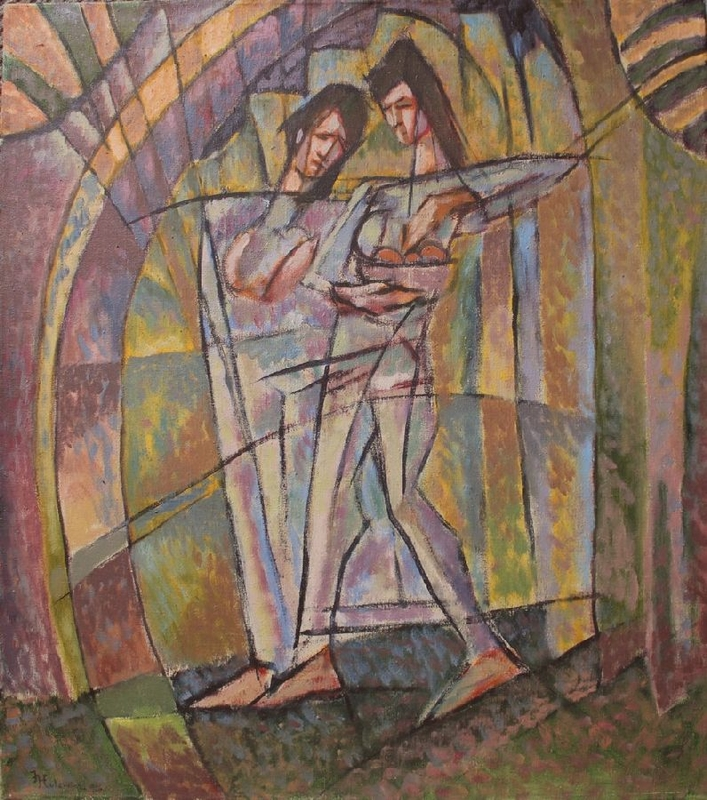
Zwei Gestalten 1926
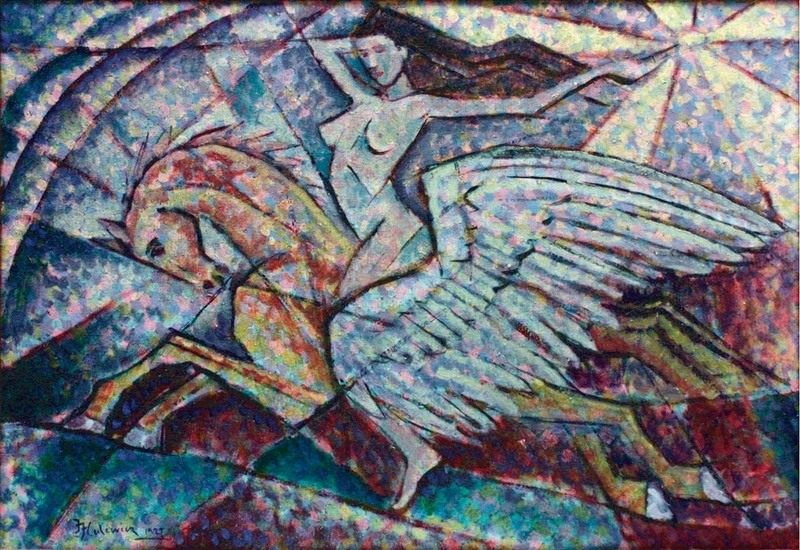
Mädchen auf dem Pegasus 1927
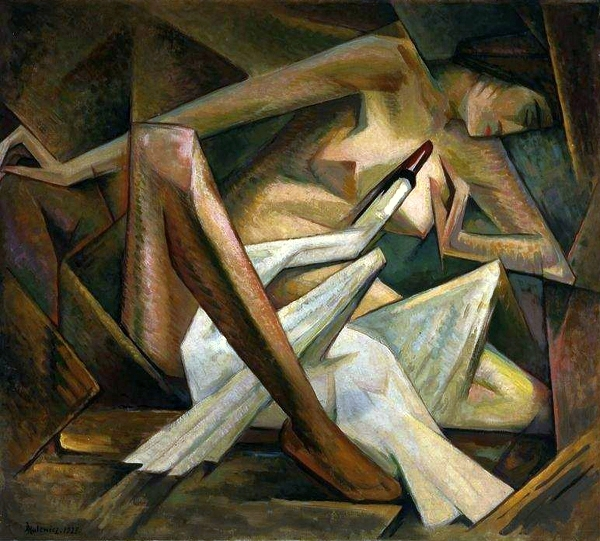
Leda und der Schwan 1928
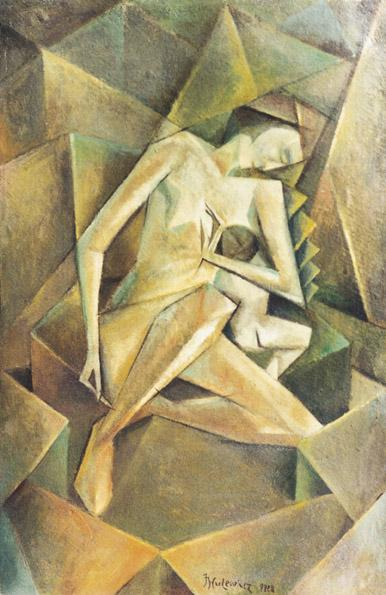
Mutterschaft 1928
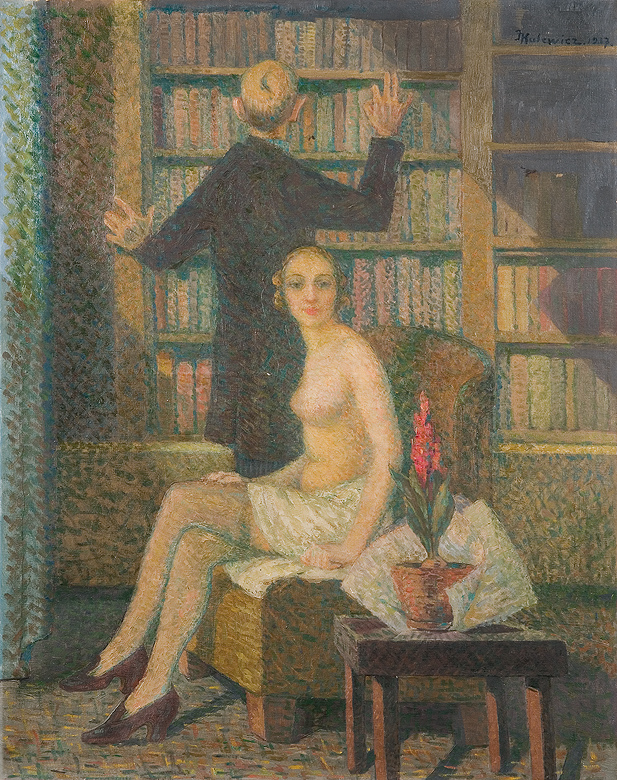
Schönheit und Weisheit 1937